# 厚叶岩白菜

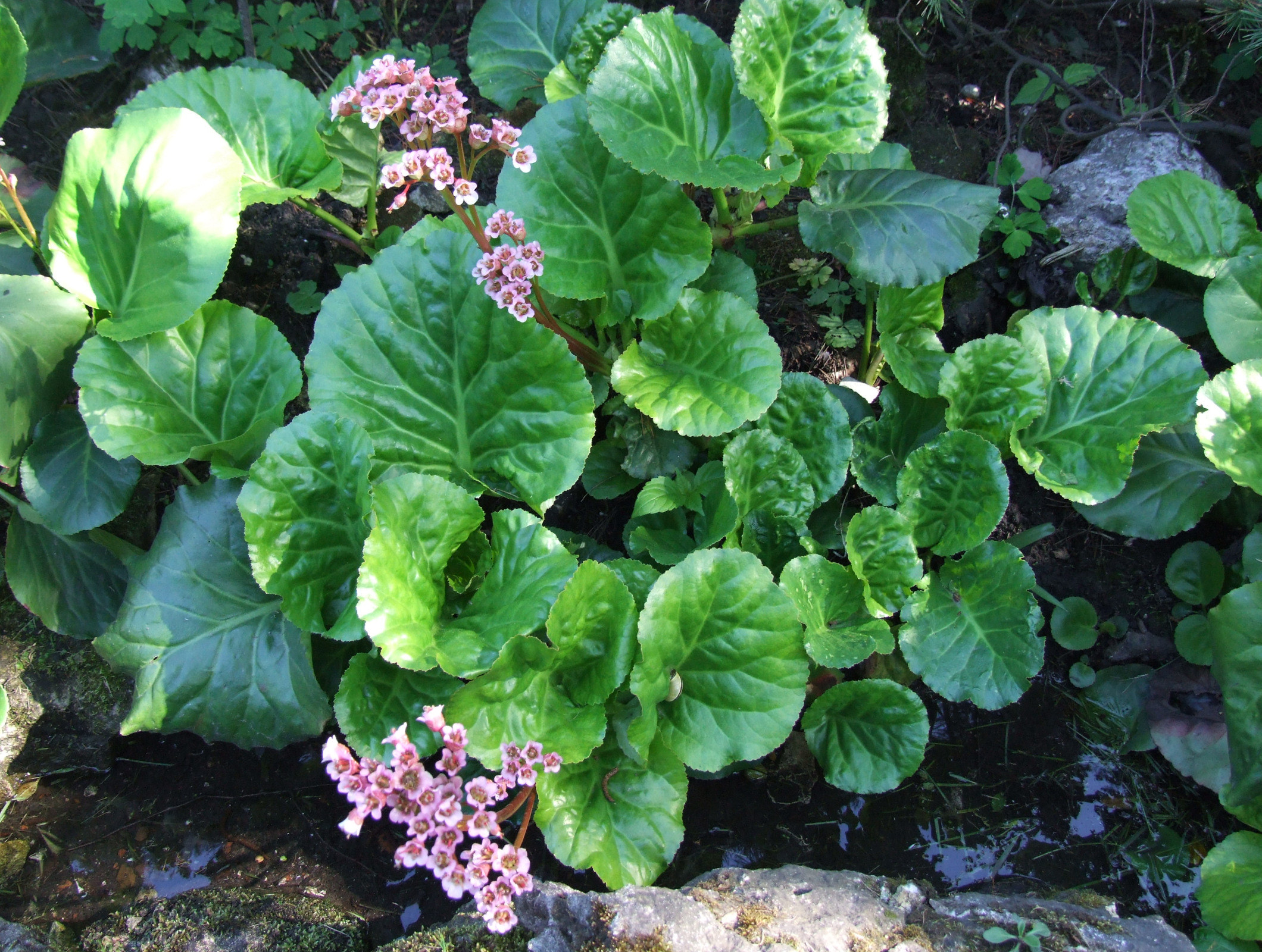
一株青海白菜

厚叶岩白菜（Bergenia crassifolia），又名西伯利亞茶、蒙古茶、巴丹茶、白菜皮、冬白菜等，是岩白菜屬的一個種。青海白菜高約 30 cm，葉子呈匙羮形。
厚叶岩白菜含有多種多酚類化合物，例如：熊果苷和單寧。

## 參看
- 紅景天

## 外部連結
- . 中国植物物种. 昆明: 中科院昆明植物研究所.   [2013-01-18]. （原始内容存档于2016-03-05）.（简体中文）